# Manfred Günther (Wirtschaftsinformatiker)
Manfred Dankwart Günther (* 27. Oktober 1943 in Rosenberg; † 17. Dezember 2022) war ein deutscher Professor für Datenbanken der Fachhochschule Brandenburg.

## Studium
Das Hochschulstudium an der Technischen Hochschule Merseburg schloss Manfred Günther 1967 als Diplom-Ingenieur-Ökonom ab. Bis 1975 arbeitete er dort als Wissenschaftlicher Oberassistent in EDV-Anwendungsbereichen und in der PL/1 Programmierung. Er absolvierte ein 6-monatiges Zusatzstudium an der Lomonossow-Universität Moskau von 1971 bis 1972. 1973 promovierte Günther zum Dr. rer. oec.
Von 1975 bis 1978 war er Leiter der EDV-Projektierung im Organisations- und Rechenzentrum des Chemiekombinats Bitterfeld. Danach ging er an die TH Merseburg (Datenverarbeitung) und wechselte 1981 an die Martin-Luther-Universität Halle-Wittenberg, Fachrichtung Datenverarbeitung in der Wirtschaft. Die Promotion B erfolgte 1989 mit einer Arbeit zum Einsatz von Datenbanken in betrieblichen Personalinformationssystemen.
Nach einem Hospitationsaufenthalt an der Universität Hamburg wurde Günther 1990 zum Dozenten für Wirtschaftsinformatik an die Universität Halle berufen.

## Karriere
1996 wechselte Manfred Günther in die Industrie und war als Softwareentwickler bei der Firma Dogro-Partner Profiskal verantwortlich für die Software-Nutzung in Ländern und großen Kommunen.
Von 1997 bis 2008 war er Professor für Datenbanken an der Fachhochschule Brandenburg in Brandenburg an der Havel mit Themen wie Probleme relationaler Datenbanken, SQL, Datenmodellierung, Datenbankentwurf, Redesign von Datenbanken, Tuning und Administration von Datenbanken, Client-Server-Technologie in Datenbanksystemen, Datenbankreplikation, Einsatz objektorientierter Datenbanken, Internet-Zugang zu relationalen Datenbanken sowie Einsatz von Datenbank-Applikations-Servern.

## Schriften
- Datenbanken als Basis von Arbeitskräfteinformationssystemen in Betrieben und Kombinaten 1989